# ATP Champions Tour 2012
Im Folgenden werden die Turniere der Herrentennis-Saison 2012 (ATP Champions Tour) dargestellt. Sie wurde wie die ATP World Tour und die ATP Challenger Tour von der Association of Tennis Professionals organisiert.

## Turnierplan 2012
| Vereinigte Staaten     | Delray Beach | The Delray Beach Stadium and Tennis Centre | Hard Court (Plexipave)          | 24.–28. Februar 2012 |
| Schweden               | Stockholm    | Stockholm Waterfront Congress Centre       | Hartplatz (Plexipave) / Halle   | 13.–16. März 2012    |
| Schweiz                | Zürich       | Saalsporthalle                             | Hartplatz (Rebound Ace) / Halle | 20.–24. März 2012    |
| Kolumbien              | Medellín     | Tennis Coliseum Yesid Saintos              | Hartplatz / Halle               | 3.–6. Mai 2012       |
| Brasilien              | São Paulo    | Sociedade Harmonia de Ténis                | Sand                            | 10.–13. Mai 2012     |
| Belgien                | Knokke-Heist | The Royal Zoute Tennis Club                | Greenset                        | 16.–19. August 2012  |
| Volksrepublik China    | Chengdu      | Sichuan International Tennis Centre        | Hartplatz                       | 25.–28. Oktober 2012 |
| Chile                  | Santiago     | Estadio Nacional Julio Martinez Pradanos   | Sand                            | 8.–11. November 2012 |
| Vereinigtes Königreich | London       | The Royal Albert Hall                      | Hartplatz / Halle               | 5.–9. Dezember 2012  |

Laut offizieller Website umfasste der Spielerpool für das Jahr 2012 insgesamt 40 Spieler.

### Rangliste
Es wurde eine eigene Rangliste für die Champions Tour erstellt. Die Spieler erhielten allerdings keine Punkte für die Tennis-Weltrangliste der ATP World Tour.
Die Punkte für die ATP Champions Tour wurden nach folgendem Punkteschlüssel vergeben: Sieger: 400, Finalist: 300, 3. Platz: 200, 4. Platz: 150, 5. und 6. Platz: 80, 7. und 8. Platz: 60 Punkte.
| 1  | Carlos Moyá        | Spanien                | 1200 | Delray Beach, Zürich, Medellín |
| 2  | Mark Philippoussis | Australien             | 650  |                                |
| 3  | Fabrice Santoro    | Frankreich             | 600  | São Paulo                      |
| 4  | John McEnroe       | Vereinigte Staaten     | 400  | Stockholm                      |
| 5  | Stefan Edberg      | Schweden               | 380  |                                |
| 6  | Ivan Lendl         | Vereinigte Staaten     | 300  |                                |
| 6  | Greg Rusedski      | Vereinigtes Königreich | 300  |                                |
| 6  | Magnus Larsson     | Schweden               | 300  |                                |
| 9  | Pat Cash           | Australien             | 220  |                                |
| 10 | Mikael Pernfors    | Schweden               | 210  |                                |
| 11 | Michael Chang      | Vereinigte Staaten     | 200  |                                |
| 11 | Goran Ivanišević   | Kroatien               | 200  |                                |
| 11 | Thomas Enqvist     | Schweden               | 200  |                                |
| 14 | Thomas Muster      | Österreich             | 150  |                                |
| 14 | Flávio Saretta     | Brasilien              | 150  |                                |
| 14 | Marat Safin        | Russland               | 150  |                                |
| 17 | Johan Kriek        | Vereinigte Staaten     | 80   |                                |
| 17 | Michael Stich      | Deutschland            | 80   |                                |
| 17 | Gastón Gaudio      | Argentinien            | 80   |                                |
| 17 | Michael Quintero   | Kolumbien              | 80   |                                |
| 17 | Tim Henman         | Vereinigtes Königreich | 80   |                                |
| 17 | Sergi Bruguera     | Spanien                | 80   |                                |
| 17 | Mariano Puerta     | Argentinien            | 80   |                                |
| 24 | Jimmy Arias        | Vereinigte Staaten     | 60   |                                |
| 24 | Aaron Krickstein   | Vereinigte Staaten     | 60   |                                |
| 24 | Wayne Ferreira     | Südafrika              | 60   |                                |
| 24 | Henri Leconte      | Frankreich             | 60   |                                |

## Resultate
| Turnier        | Sieger           | Finalist           | Resultat          | Dritter Platz      |
| -------------- | ---------------- | ------------------ | ----------------- | ------------------ |
| Delray Beach   | Carlos Moyá      | Ivan Lendl         | 6:4, 6:4          | Michael Chang      |
| Stockholm      | John McEnroe     | Magnus Larsson     | 6:3, 3:6, [10:7]  | Goran Ivanišević   |
| Zürich         | Carlos Moyá      | Stefan Edberg      | 3:6, 7:5, [10:8]  | Mark Philippoussis |
| Medellín       | Carlos Moyá      | Greg Rusedski      | 6:4, 6:4          | Fabrice Santoro    |
| São Paulo      | Fabrice Santoro  | Mark Philippoussis | 6:3, 6:4          | Thomas Enqvist     |
| Knokke-Heist   | Goran Ivanišević | Thomas Enqvist     | 7:63, 2:6, [10:6] | nicht ausgetragen  |
| London         | Fabrice Santoro  | Tim Henman         | 7:5, 6:3          | nicht ausgetragen  |
| Rio de Janeiro | Thomas Enqvist   | Fabrice Santoro    | 6:3, 4:6, [10:7]  | Marcos Daniel      |